# Mary Kelly
Mary Martha Young Kelly (7 de junho de 1851 – 30 de dezembro de 1964) foi uma supercentenária americana. Ela era a pessoa viva mais velha do mundo de 24 de novembro de 1959 até sua morte em 30 de dezembro de 1964 aos 113 anos e 206 dias. Ela foi a segunda pessoa mais velha de sempre depois de Delina Filkins. Ela também ocupou o título de pessoa mais velha do estado de Michigan até que Maude Farris-Luse superou sua idade em 2000. Ela também foi a terceira pessoa no mundo a ter atingido a idade de 113 anos, depois de Delina Filkins e Betsy Baker.

## Biografia
Mary nasceu em 7 de junho de 1851 em Southfield, Condado de Oakland, Michigan, filha de John A. Young. Ela se casou com Albert Kelly (20 de novembro de 1846 – 6 de dezembro de 1880) em 1873. Eles tiveram 3 filhos. Albert morreu em 1880 aos 34 anos, em um acidente do moinho de vento no Condado de Clinton, Iowa. Ela permaneceu viúva nos últimos 84 anos de sua vida. Ela era uma leitora e só desistiu aos 108 anos devido a problemas de visão. Aos 106 anos, ela disse: "As pessoas pensam que eu sou uma mulher idosa. Eu não penso assim, eu não me sinto velho na minha maneira de pensar." Kelly viveu independente até aos 106 anos quando se mudou para Long Beach General Hospital. Aos 110 anos, Kelly era conhecida por ser ainda alegre e positiva, embora passasse a maior parte do tempo dormindo.